# يونيون سيتي
يونيون سيتي (بالإنجليزية: Union City)‏ هي مدينة في مقاطعة هدسون، نيوجيرزي، الولايات المتحدة الأمريكية. وفقا لتعداد عام 2010 في يبلغ مجموع عدد سكان المدينة 66,455. كل مساحة المدينة على الأرض، وتبلغ مساحتها 1.283 كيلومتر مربع (3.32 km2). واعتبارا من تعداد عام 2000 كانت أكبر المدن من حيث الكثافة السكانية العالية في الولايات المتحدة، بكثافة 52،977.8 لكل ميل مربع.

## التركيبة السكانية
حدّد مكتب تعداد الولايات المتحدة بيانات التركيبة السكانية ليونيون سيتي في تعداد الولايات المتحدة. في ما يلي، التركيبة السكانية حسب تعدادي 2000 و2010.

### تعداد عام 2000
بلغ عدد سكان يونيون سيتي 67,088 نسمة بحسب تعداد عام 2000، وبلغ عدد الأسر 22,872 أسرة وعدد العائلات 16,067 عائلة مقيمة في المدينة. في حين سجلت الكثافة السكانية 20,146.5 نسمة لكل كيلومتر مربع (52,179.2/ميل2). وبلغ عدد الوحدات السكنية 23,741 وحدة بمتوسط كثافة قدره 7,129.4 لكل كيلومتر مربع (18,465.1/ميل2).
وتوزع التركيب العرقي للمدينة بنسبة 58.38% من البيض و3.64% من الأمريكيين الأفارقة و0.70% من الأمريكيين الأصليين و2.15% من الأمريكيين ذوي الأصول الآسيوية و0.08% من سكان جزر المحيط الهادئ و28.19% من الأعراق الأخرى و6.87% من عرقين مختلطين أو أكثر و82.32% من الهسبانيون أو اللاتينيون من أي عرق.
بلغ عدد الأسر 22,872 أسرة كانت نسبة 41.4% منها لديها أطفال تحت سن الثامنة عشر تعيش معهم، وبلغت نسبة الأزواج القاطنين مع بعضهم البعض 42.4% من أصل المجموع الكلي للأسر، ونسبة 19.3% من الأسر كان لديها معيلات من الإناث دون وجود شريك، بينما كانت نسبة 8.6% من الأسر لديها معيلون من الذكور دون وجود شريكة وكانت نسبة 29.8% من غير العائلات. تألفت نسبة 23% من أصل جميع الأسر من عدة أفراد يعيشون في نفس المنزل ونسبة 7.5% كانت تتألف من شخص يعيش بمفرده يبلغ من العمر 65 عاماً أو أكثر. وبلغ متوسط حجم الأسرة المعيشية 2.92، أما متوسط حجم العائلات فبلغ 3.40.
بلغ العمر الوسطي للسكان 32.5 عاماً. وكانت نسبة 25.3% من القاطنين تحت سن الثامنة عشر، وكانت نسبة 11% بين الثامنة عشر والرابعة والعشرين عاماً، ونسبة 34.2% كانت واقعةً في الفئة العمرية ما بين الخامسة والعشرين والرابعة والأربعين عاماً، ونسبة 19.3% كانت ما بين الخامسة والأربعين والرابعة والستين، ونسبة 9.7% كانت ضمن فئة الخامسة والستين عاماً فما فوق. يوجد لكل 100 أنثى 100.6 ذكر، ويوجد لكل 100 أنثى في الثامنة عشر من عمرها فما فوق 98.9 ذكر.
بلغ متوسط دخل الأسرة في المدينة 30,642 دولارًا، أما متوسط دخل العائلة فبلغ 32,246 دولارًا. وكان متوسط دخل الذكور 25,598 دولارًا مقابل 19,794 دولارًا للإناث. وسجل دخل الفرد الخاص بالمدينة 13,997 دولارًا. وكانت نسبة 18.6% من العائلات ونسبة 21.4% من السكان تحت خط الفقر، وكان من هؤلاء نسبة 28.6% تحت سن الثامنة عشر ونسبة 19.3% في الخامسة والستين من العمر وما فوق.

### تعداد عام 2010
بلغ عدد سكان يونيون سيتي 66,455 نسمة بحسب تعداد عام 2010، وبلغ عدد الأسر 22,814 أسرة وعدد العائلات 15,512 عائلة مقيمة في المدينة. في حين سجلت الكثافة السكانية 19,956.5 نسمة لكل كيلومتر مربع (51,687.1/ميل2). وبلغ عدد الوحدات السكنية 24,931 وحدة بمتوسط كثافة قدره 7,486.8 لكل كيلومتر مربع (19,390.7/ميل2).
وتوزع التركيب العرقي للمدينة بنسبة 58.01% من البيض و5.25% من الأمريكيين الأفارقة و1.23% من الأمريكيين الأصليين و2.39% من الأمريكيين ذوي الأصول الآسيوية و0.05% من سكان جزر المحيط الهادئ و27.43% من الأعراق الأخرى و5.64% من عرقين مختلطين أو أكثر و84.71% من الهسبانيون أو اللاتينيون من أي عرق.
بلغ عدد الأسر 22,814 أسرة كانت نسبة 39.1% منها لديها أطفال تحت سن الثامنة عشر تعيش معهم، وبلغت نسبة الأزواج القاطنين مع بعضهم البعض 36.7% من أصل المجموع الكلي للأسر، ونسبة 21.8% من الأسر كان لديها معيلات من الإناث دون وجود شريك، بينما كانت نسبة 9.5% من الأسر لديها معيلون من الذكور دون وجود شريكة وكانت نسبة 32% من غير العائلات. تألفت نسبة 23.8% من أصل جميع الأسر من عدة أفراد يعيشون في نفس المنزل ونسبة 7.5% كانت تتألف من شخص يعيش بمفرده يبلغ من العمر 65 عاماً أو أكثر. وبلغ متوسط حجم الأسرة المعيشية 2.88، أما متوسط حجم العائلات فبلغ 3.39.
بلغ العمر الوسطي للسكان 33.9 عاماً. وكانت نسبة 23.7% من القاطنين تحت سن الثامنة عشر، وكانت نسبة 10.6% بين الثامنة عشر والرابعة والعشرين عاماً، ونسبة 32.4% كانت واقعةً في الفئة العمرية ما بين الخامسة والعشرين والرابعة والأربعين عاماً، ونسبة 22.8% كانت ما بين الخامسة والأربعين والرابعة والستين، ونسبة 10.5% كانت ضمن فئة الخامسة والستين عاماً فما فوق. وتوزع التركيب الجنسي للسكان بنسبة 50.1% ذكور و49.9% إناث.

## أعلام
- أنتوني فنسنت جينوفيز
- والتر والش
- بوبي كانفال
- نيكوس غاليس
- لويس دل غراندي